# Stacey Dooley
Stacey Jaclyn Dooley MBE (Luton, 9 maart 1987) is een Engelse televisiepresentatrice, journaliste en mediapersoonlijkheid. Ze verwierf bekendheid in 2008 als deelnemer aan de documentaire serie Blood, Sweat and T-shirts. Sindsdien maakt ze televisiedocumentaires met een sociaal thema voor BBC Three over kinderarbeid en vrouwen in ontwikkelingslanden.
In 2018 publiceerde Dooley haar debuutboek, On the Front Line with the Women Who Fight Back, dat een Sunday Times-bestseller werd. In datzelfde jaar won ze het zestiende seizoen van de BBC One-danswedstrijd Strictly Come Dancing met haar professionele danspartner en huidige vriend Kevin Clifton. Van 2019 tot 2020 presenteerde ze de BBC Three-reality show Glow Up: Britain's Next Make-Up Star. In 2024 maakte Dooley haar toneeldebuut in het West End-toneelstuk 2:22 A Ghost Story.
Dooley werd tijdens de Birthday Honours 2018 benoemd tot Lid in de Orde van het Britse Rijk (MBE) voor haar verdiensten voor de omroep.